# Grande Prêmio da Coreia do Sul de 2013
O Grande Prêmio da Coreia do Sul de 2013 foi a décima quarta corrida da temporada de 2013 da Fórmula 1. A prova foi disputada no dia 6 de outubro no Korean International Circuit, Yeongam, Coreia do Sul. O vencedor foi o alemão Sebastian Vettel.

## Classificação

### Treino classificatório
| Pos.                   | Num. | Piloto              | Constructor          | Q1       | Q2       | Q3       | Grid |
| ---------------------- | ---- | ------------------- | -------------------- | -------- | -------- | -------- | ---- |
| 1                      | 1    | Sebastian Vettel    | Red Bull-Renault     | 1:38.683 | 1:37.569 | 1:37.202 | 1    |
| 2                      | 10   | Lewis Hamilton      | Mercedes             | 1:38.574 | 1:37.824 | 1:37.420 | 2    |
| 3                      | 2    | Mark Webber         | Red Bull-Renault     | 1:39.138 | 1:37.840 | 1:37.464 | 131  |
| 4                      | 8    | Romain Grosjean     | Lotus-Renault        | 1:39.065 | 1:38.076 | 1:37.531 | 3    |
| 5                      | 9    | Nico Rosberg        | Mercedes             | 1:38.418 | 1:38.031 | 1:37.679 | 4    |
| 6                      | 3    | Fernando Alonso     | Ferrari              | 1:38.520 | 1:37.978 | 1:38.038 | 5    |
| 7                      | 4    | Felipe Massa        | Ferrari              | 1:38.884 | 1:38.295 | 1:38.223 | 6    |
| 8                      | 11   | Nico Hülkenberg     | Sauber-Ferrari       | 1:38.427 | 1:37.913 | 1:38.237 | 7    |
| 9                      | 12   | Esteban Gutiérrez   | Sauber-Ferrari       | 1:38.725 | 1:38.327 | 1:38.405 | 8    |
| 10                     | 7    | Kimi Räikkönen      | Lotus-Renault        | 1:38.341 | 1:38.181 | 1:38.822 | 9    |
| 11                     | 6    | Sergio Pérez        | McLaren-Mercedes     | 1:39.049 | 1:38.362 |          | 10   |
| 12                     | 5    | Jenson Button       | McLaren-Mercedes     | 1:38.882 | 1:38.365 |          | 11   |
| 13                     | 19   | Daniel Ricciardo    | Toro Rosso-Ferrari   | 1:38.525 | 1:38.417 |          | 12   |
| 14                     | 15   | Adrian Sutil        | Force India-Mercedes | 1:38.988 | 1:38.431 |          | 14   |
| 15                     | 14   | Paul di Resta       | Force India-Mercedes | 1:39.185 | 1:38.718 |          | 15   |
| 16                     | 18   | Jean-Éric Vergne    | Toro Rosso-Ferrari   | 1:39.075 | 1:38.781 |          | 16   |
| 17                     | 17   | Valtteri Bottas     | Williams-Renault     | 1:39.470 |          |          | 17   |
| 18                     | 16   | Pastor Maldonado    | Williams-Renault     | 1:39.987 |          |          | 18   |
| 19                     | 20   | Charles Pic         | Caterham-Renault     | 1:40.864 |          |          | 19   |
| 20                     | 21   | Giedo van der Garde | Caterham-Renault     | 1:40.871 |          |          | 20   |
| 21                     | 22   | Jules Bianchi       | Marussia-Cosworth    | 1:41.169 |          |          | 222  |
| 22                     | 23   | Max Chilton         | Marussia-Cosworth    | 1:41.322 |          |          | 21   |
| 107% do tempo:1:45.224 |      |                     |                      |          |          |          |      |
| Fonte:                 |      |                     |                      |          |          |          |      |

Notas:
↑1  — Mark Webber foi penalizado com a perda de dez posições no grid de largada após a terceira advertência na temporada, por pegar carona no carro de Fernando Alonso ao retornar aos boxes após o término do Grande Prêmio de Singapura.
↑2  — Jules Bianchi foi penalizado com a perda de três posições, por atrapalhar Paul di Resta durante os treinos.

### Corrida
| Pos.   | Num. | Driver              | Constructor          | Laps | Time/Retired      | Grid | Points |
| ------ | ---- | ------------------- | -------------------- | ---- | ----------------- | ---- | ------ |
| 1      | 1    | Sebastian Vettel    | Red Bull-Renault     | 55   | 1:43:13.701       | 1    | 25     |
| 2      | 7    | Kimi Räikkönen      | Lotus-Renault        | 55   | +4.224            | 9    | 18     |
| 3      | 8    | Romain Grosjean     | Lotus-Renault        | 55   | +4.927            | 3    | 15     |
| 4      | 11   | Nico Hulkenberg     | Sauber-Ferrari       | 55   | +24.114           | 7    | 12     |
| 5      | 10   | Lewis Hamilton      | Mercedes             | 55   | +25.255           | 2    | 10     |
| 6      | 3    | Fernando Alonso     | Ferrari              | 55   | +26.189           | 5    | 8      |
| 7      | 9    | Nico Rosberg        | Mercedes             | 55   | +26.698           | 4    | 6      |
| 8      | 5    | Jenson Button       | McLaren-Mercedes     | 55   | +32.262           | 11   | 4      |
| 9      | 4    | Felipe Massa        | Ferrari              | 55   | +34.390           | 6    | 2      |
| 10     | 6    | Sergio Pérez        | McLaren-Mercedes     | 55   | +35.155           | 10   | 1      |
| 11     | 12   | Esteban Gutiérrez   | Sauber-Ferrari       | 55   | +35.990           | 8    |        |
| 12     | 17   | Valtteri Bottas     | Williams-Renault     | 55   | +47.049           | 17   |        |
| 13     | 16   | Pastor Maldonado    | Williams-Renault     | 55   | +50.013           | 18   |        |
| 14     | 20   | Charles Pic         | Caterham-Renault     | 55   | +1:03.578         | 19   |        |
| 15     | 21   | Giedo van der Garde | Caterham-Renault     | 55   | +1:04.501         | 20   |        |
| 16     | 22   | Jules Bianchi       | Marussia-Cosworth    | 55   | +1:07.970         | 22   |        |
| 17     | 23   | Max Chilton         | Marussia-Cosworth    | 55   | +1:12.898         | 21   |        |
| 18     | 18   | Jean-Éric Vergne    | Toro Rosso-Ferrari   | 53   | Suspension3       | 16   |        |
| 19     | 19   | Daniel Ricciardo    | Toro Rosso-Ferrari   | 52   | Suspension3       | 12   |        |
| 20     | 15   | Adrian Sutil        | Force India-Mercedes | 50   | Collision damage3 | 14   |        |
| Ret    | 2    | Mark Webber         | Red Bull-Renault     | 36   | Collision         | 13   |        |
| Ret    | 14   | Paul di Resta       | Force India-Mercedes | 24   | Spin              | 15   |        |
| Fonte: |      |                     |                      |      |                   |      |        |

Notas
- ↑3  — Jean-Éric Vergne, Daniel Ricciardo e Adrian Sutil não conluíram a coorida, contudo suas posições de chegada foram confirmadas por completar no mínimo 90% da prova.

## Tabela do campeonato após a corrida
|   | Pos. | Driver           | Points |
| - | ---- | ---------------- | ------ |
|   | 1    | Sebastian Vettel | 272    |
|   | 2    | Fernando Alonso  | 195    |
| 1 | 3    | Kimi Räikkönen   | 167    |
| 1 | 4    | Lewis Hamilton   | 161    |
|   | 5    | Mark Webber      | 130    |

|  | Pos. | Constructor      | Points |
|  | ---- | ---------------- | ------ |
|  | 1    | Red Bull-Renault | 402    |
|  | 2    | Ferrari          | 284    |
|  | 3    | Mercedes         | 283    |
|  | 4    | Lotus-Renault    | 239    |
|  | 5    | McLaren-Mercedes | 81     |

- Nota: Observe que somente as cinco primeiras posições estão incluídas nas tabelas.